# Église Sainte-Marie-Madeleine de Montchauvet (Yvelines)
Pour les articles homonymes, voir Église Sainte-Marie-Madeleine et Sainte Marie-Madeleine.
L'église Sainte-Marie Madeleine de Montchauvet est une église paroissiale située sur le territoire de la commune de Montchauvet, dans le département des Yvelines.

## Historique

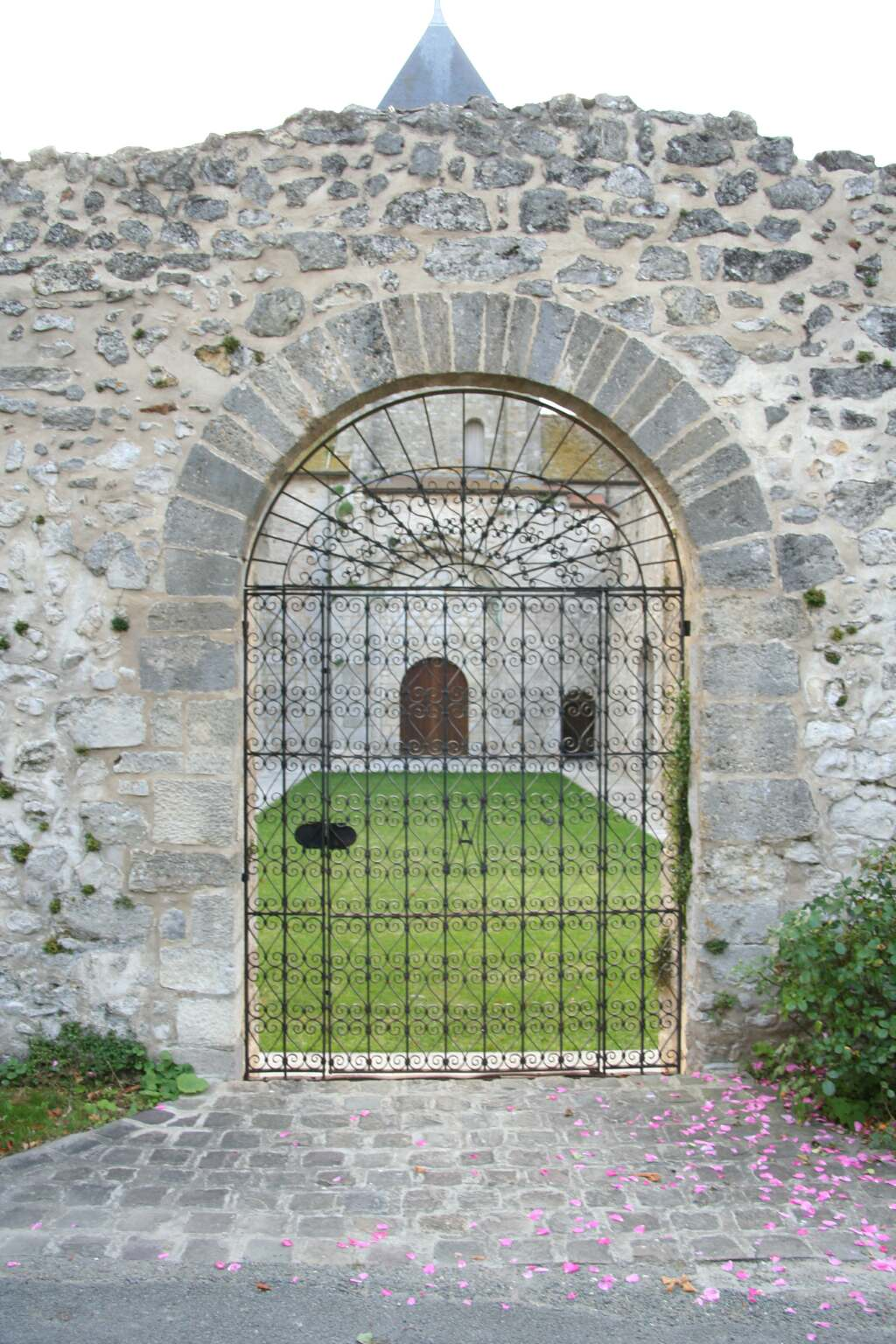
Nef détruite de l'église.

Une première église dédiée à saint Fiacre fut construite dès 1137. Le choeur et la nef datent des XIIe siècle et XIIIe siècle. Le portail leur est toutefois ultérieur.
Une seconde église lui fut adjointe et dédiée à saint Marie-Madeleine après la destruction de la première.
En 1909 se produit un ouragan qui fragilise le clocher primitif, déjà en mauvais état. Le maire, avec l'accord sous-préfet de Mantes, fait alors dynamiter ce clocher le 25 mai 1910, mais sa chute entraîne l’effondrement de la voûte de la nef. Le romancier Jean Richepin s'élève contre cet acte de vandalisme et fait reconstruire la tour et le clocher en 1912. Toutefois, la destruction de la nef continuera dans les années suivantes.

## Description
De la nef, seules subsistent les murailles latérales. Le culte divin est donc célébré dans le transept et dans le chœur.
Le portail roman situé au nord est inscrit à l’Inventaire supplémentaire des monuments historiques par un arrêté en date du 3 juin 1932.
Les vitraux sont l'œuvre de Jacques Loire.